# Імперські монетні статути

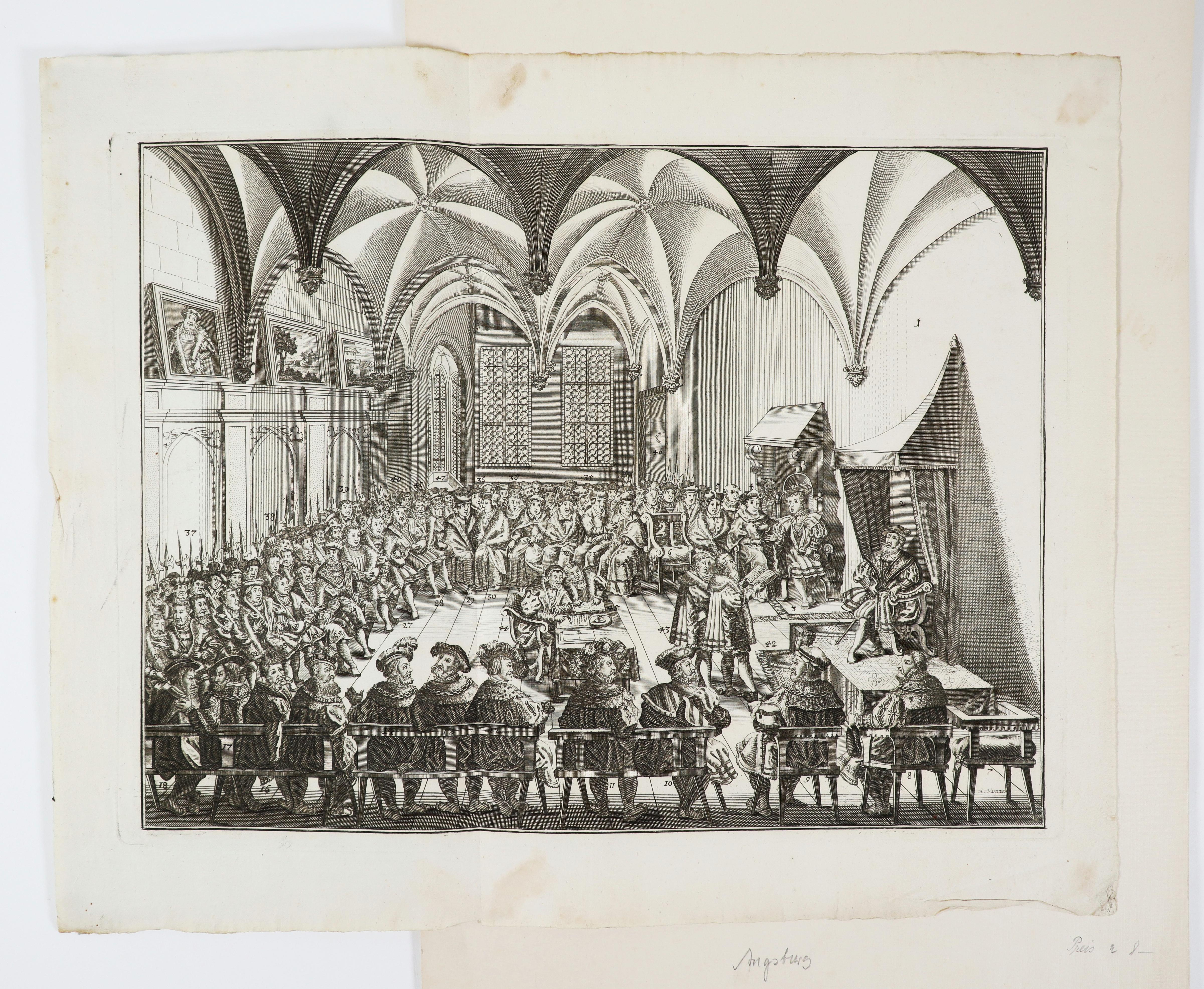
Імператор Карл V бере участь у засіданні Аугсбурзького рейхстагу (1530 рік)

Імперські монетні статути (нім. Reichsmünzordnung) — три монетні статути Священної Римської імперії, видані в XVI столітті з метою запровадження на усій її території єдиної монетної системи, замість численних типів монет, що використовувалися в різних державах імперії.
Статути затверджувались на імперських рейхстагах в Есслінгені і Аугсбурзі протягом 1520-1560-х років. Перші два статути не досягли мети і були виконані лише частково, тоді як Аугсбурзький монетний статут 1551 року з доповненнями від 1566 року був більш успішний і затвердив впровадження на території імперії стандартної великої срібної монети рейхсталер (вагою 29.23 грам срібла 889 проби), що протягом 200 років залишалась ключовою грошовою одиницею Німеччини і лише в середині XVIII століття була замінена легким прусським талером у Північній та конвенційним талером у Південній Німеччині.

## Історія

### Передумови. Золота булла 1356 року

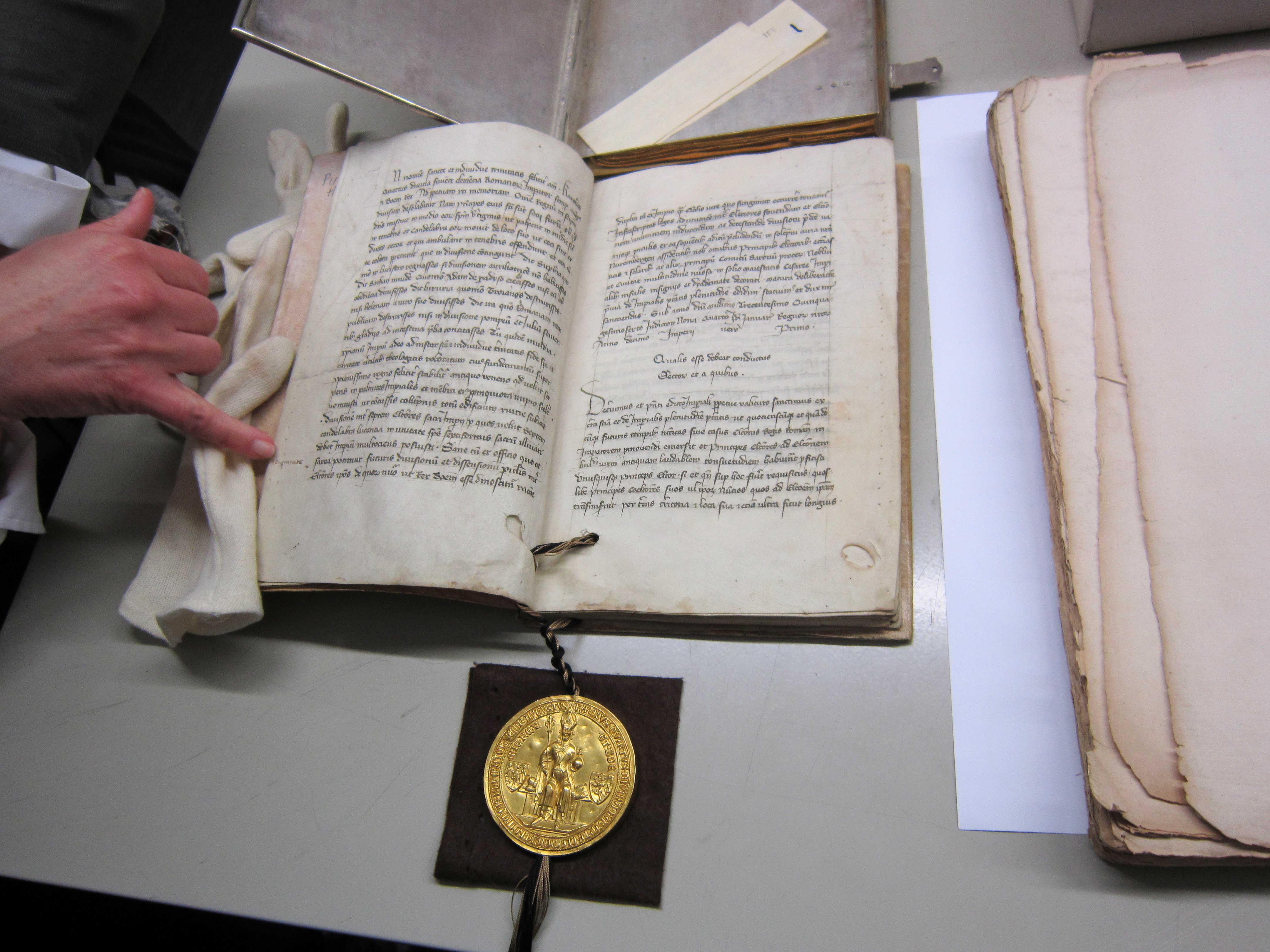
Золота булла Карла IV (1356)

Відпочатку правом карбування монет у Священній Римській імперії володів лише імператор, який проте міг надати його також комусь із своїх васалів. При Фрідріху II (1220—1250) законами 1220 року (Угода з церковними князями) та 1232 року (Постанова на користь князів) духовним та світським феодалам було надано суверенне право карбування монет на підвладних їм територіях. Остаточно це право було закріплено Золотою буллою 1356 року. Результатом стала поява у Священній Римській імперії великої кількості абсолютно неузгоджених між собою місцевих монетних систем. З початком Нового часу ці елементи натурального господарства, характерні для Середньовіччя, стали об'єктивним гальмом економічного розвитку. Ще в другій половині XIV століття почали з'являтися монетні союзи (Вендський, Нижньосаксонський, Рейнський, Любецький, Швабський тощо), що об'єднували великі феодальні утворення і були покликані уніфікувати монетні системи хоча б у межах окремих територій Священної Римської імперії. Централізовані спроби встановити єдиний стандарт монетного обігу було зроблено у XVI столітті, коли виникли відповідні суспільно-політичні передумови, зокрема, у вигляді інституту Вічного земського мира.

### Еслінгенський імперський монетний статут (1524)

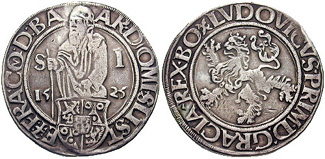
Йоахимсталер (27,2 г чистого срібла) 1525 року

Першим монетним статутом Священної римської імперії, покликаним уніфікувати монетну систему держави став Еслінгенський імперський монетний статут, виданий імператором Карлом V і прийнятий рейхстагом в Есслінгені 10 листопада 1524 року.
Згідно зі статутом основною грошовою одиницею імперії було встановлено золотий гульден (голдгульден). Його мали карбувати із золота 916,667 проби (22 карати) зі стопою в 89 монет із однієї кельнської марки (233,588 г) 22-каратного золота. Нарівні з золотим гульденом міг циркулювати і срібний гульден або гульдинер загальною вагою 29,23 г срібла 938 проби або 27,41 г чистого срібла. Срібний гульдинер згідно зі статутом мав складатися з 24 срібних грошів, які треба було карбувати зі срібла 750 проби. Крім вагових характеристик монет визначався їх зовнішній вигляд. На аверсі належало поміщати герб того міста чи держави, у якому проводилася карбування, на реверсі — імперського орла.
Однак за винятком карбування невеликої кількості монет з такими параметрами, це починання не було реалізовано на практиці, оскільки ще з 1520 року в обігу утвердилися богемські йоахимсталери, чиста вага срібла в яких становила 27,2 грама. Перекарбування величезної кількості монет (до 1528 року було випущено близько 2,2 млн йоахимсталерів) заради такого незначного відхилиння у вазі обійшлося б надто дорого, тому через протести більшості князівств імперії в цій частині перший імперський монетний статут так і не був виконаний.
Перший імперський монетний статут 1524 року також затвердив кельнську марку загальним стандартом для ваги монет в імперії і на вдміну від затвердження стандарту срібного гульдинера, це рішення було успішно впроваджено.
У 1527 році монетний двір в Йоахимсталі, що приносив надвисокі доходи, був вилучений з володіння місцевих баронів і перетворений на імперський монетний двір, а в 1534 році чиста вага срібла в йоахимсталері, який продовжував залишатися однією з найпоширеніших великих срібних монет і імперії була зменшена з 27,2 до 26,39 грам. Одночасно з йоахимсталерами продовжували карбуватись інші різновиди талерів, які мали інші стандарти карбування.

### Аугсбурзький імперський монетний статут (1551)

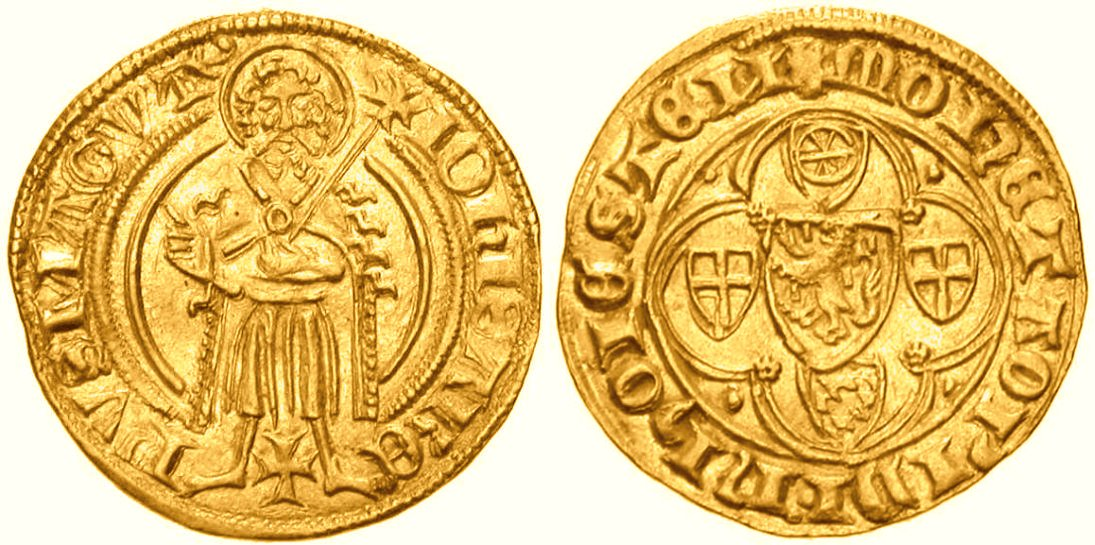
Рейнський гульден

Другою спробою уніфікації грошового обігу Священної Римської імперії став Аугсбурзький імперський монетний статут, ухвалений рейхстагом в Аугсбурзі 28 липня 1551 року. За рахунок зміни вмісту благородних металів у ключових монетах було зроблено спробу вирівняти фактичну вартість золотого рейхсгульдена (Reichsgoldgulden) та срібного рейхсгульдинера. Відповідно із Аугсбурзьким статутом, статус імперських монет отримували не тільки ці дві великі монети, а й крейцери, дрібніші срібні монети, що мали широке поширення в Австрії та південних землях Німеччини. Срібний імперський гульден мав містити 27,5 г чистого срібла, а золотий — 2,53 г чистого золота, і обидва оцінювались в 72 крейцера вагою в 0,373 г чистого срібла. Насправді статут був реалізований тільки в Австрії та Південній Німеччині (на південь від річки Майн), оскільки імперські держави Північної Німеччини, насамперед Саксонія, продовжували карбувати традиційні для них трохи легші срібні талери, оцінені згідно статута в 68 крейцерів (на 4 крейцери дешевше за рейхсгульдинер).
Був затверджний золотий рейхсгульден, але карбувався лише кілька років. Довгострокове існування системи з золотими та срібними монетами (гульденами і гульдинерами) фіксованої ваги та еквівалентної вартості було проблематичним, оскільки вартість золотої монети, як правило, зростала вище вартості срібної, і незабаром золотий гульден фактично обмінювався за курсом, вищим ніж офіційна ціна в 72 срібних крейцера. Це призвело до скасування офіційного стандарту зв'язування золотих і срібних монет у 1559 році за Фердинанда I. Рейхсгульден тепер становив 75 крейцерів, як додаткова золота монета був введений дукат, а срібний рейхсульдинер, який тепер оцінювався в 60 крейцерів, поступово вийшов з ужитку на користь талера.

### Аугсбурзький імперський монетний статут (1559)

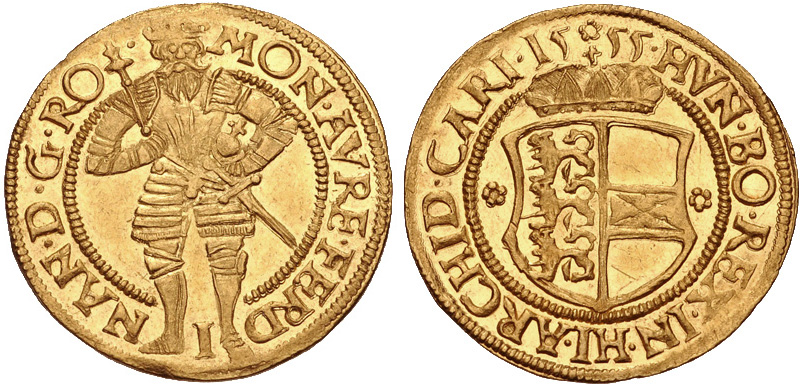
Імперський рейнський дукат

Фактична непрацездатність статуту 1551 привели до того, що вже через вісім років, 19 серпня 1559, в Аугсбурзі був прийнятий новий імперський монетний статут. Відповідно до нього, список імперських монет розширювався за рахунок другого типу золотих монет — рейнських дукатів, які, на відміну від рейнських гульденів, чия вага і проба неухильно знижувалися, зберегли вихідний стандарт (загальна вага — 3,5 грама золота 986 проби) та відповідали основним золотим монетам інших країн. При цьому золотий гульден і срібний гульдинер, які раніше розглядалися як еквівалент однієї вартості, але вираженої в різних металах, тепер отримали самостійні назви — відповідно гольдгульден і гульдинер — і як реальні монети були прирівняні до різної кількості крейцерів: золоті гольдгульдени до 75, а срібні гульдинери до 60 крейцерів. Оскільки згодом при збереженні вмісту срібла в гульдинерах у крейцерах воно знижувалося, фактично реальний гульдинер ставав еквівалентом все більшої кількості крейцерів, і сума в 60 крейцерів стала вже виключно обліковою грошовою одиницею — еквівалентом облікового гульдинера.

### Доповнення 1566 року

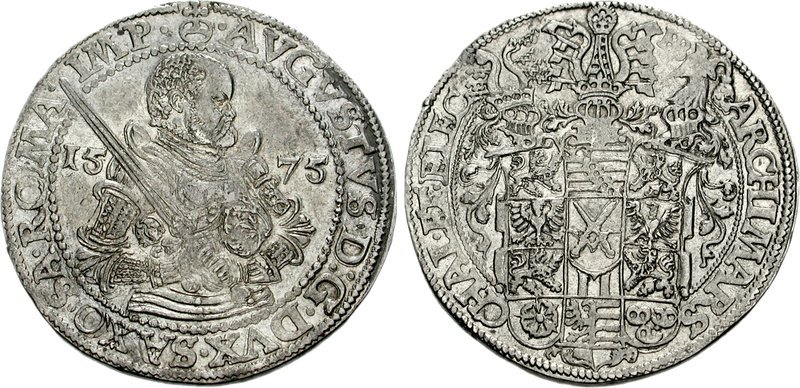
Рейхсталер Августа Саксонського (1575 р.)

Вже з прийняттям другого Аугсбурзького імперського монетного статуту, крім гульдена і крейцера в ранг імперських монет, були зведені гроші, шилінги та їх похідні, поширені в державах Північної Німеччини. Проте ключовою грошовою одиницею на півночі Німеччини був талер. Як імперська монета він був узаконений лише указом аугсбурзького рейхстагу 1566 року, отримав назву «рейхсталер» (29,23 грама срібла 88,9 % проби) і залишався ключовою грошовою одиницею Німеччини до середини XVIII століття, коли був замінений легким прусським талером на Півночі та конвенційним талером на Півдні Німеччини. Спочатку, в 1566, рейхсталер дорівнював 68 крейцерам, а до 1580 — 90 крейцерам, що було викликано швидким зменшенням вмісту срібла в останніх. Співвідношення з срібним грошем (1 рейхсталер = 24 гроша) залишалося стабільним. Рейхсталер використовувався по всій Священній Римській імперії до початку XVIII століття.

### Квентхенський привілей
Всупереч Еслінгенському монетному статуту 1524 року, імператор Карл V подарував Австрії квентхенський привілей (нім. Quentchenprivileg), згідно з якою їй дозволялося карбувати рейхсгульдени по полегшеній монетній стопі: по 8 1⁄8 монет з однієї кельнської марки. 1⁄8 гульдена відповідала такій одиниці виміру маси, як квентхен (один імперський гульден важив 8 квентхенів), звідки і походить назва привілею. Привілей проіснував до початку XVIII века.

## Наслідки
У результаті ухвалення імперських монетних статутів Священна Римська імперія фактично остаточно відмовилася від державного регулювання співвідношень цін між золотом та сріблом — тепер їхня вартість визначалася ринковими факторами. При цьому єдиної монетної системи для всієї імперії встановити так і не вдалося. З початком карбування рейхсталера Німеччина остаточно розділилася на талерову та гульденову зони. Як на Півдні, так і на Півночі карбувалися обидва типи монет — і гульдени, і талери. Однак гульден і крейцер стали ключовими грошовими одиницями Австрії та південних німецьких держав, а талер та грош — північних. Прийняття монетних статутів також вирішило проблему стихійної псування монет лише на рівні окремих територіальних утворень, особливо що загострилася роки Тридцятирічної війни (1618—1648) і що викликала у XVII столітті гострий монетний кризис.
На рівні окремих німецьких країн спроби уніфікації монетних систем робилися, починаючи з кінця XVII століття (циннаївська, лейпцизька, торгова, конвенційна, грауманська монетні стопи). У першій половині XIX століття, вже після остаточної ліквідації Священної Римської імперії, було створено два великі монетні союзи: 1837 року Південнонімецький на базі гульдену і 1838 року — Дрезденський на базі талеру. Їхнє фактичне об'єднання за участю Австрії, яка до цього не приєдналася до жодного з цих союзів, відбулося в 1867 році з підписанням Віденської монетної конвенції, яка, нарешті, і стала єдиним стандартом уніфікованої монетної системи німецьких держав. Південнонімецький гульден і північнонімецький талер отримали єдині та стійкі співвідношення, які через чотири роки стали основою для нової грошової одиниці щойно утвореної Німецької імперії — золотої марки, введеної імперським монетним законом 1871 року.

## Основні монети та грошові одиниці
| Номінал                                                                                  | Еквівалент в крейцерах    | Кількість в розрахунковому гульдені | Метал                     | Проба                     | Чиста вага, г             | Загальна вага, г          |
| Монетний статут 1551 року                                                                | Монетний статут 1551 року | Монетний статут 1551 року           | Монетний статут 1551 року | Монетний статут 1551 року | Монетний статут 1551 року | Монетний статут 1551 року |
| ---------------------------------------------------------------------------------------- | ------------------------- | ----------------------------------- | ------------------------- | ------------------------- | ------------------------- | ------------------------- |
| 1 золотой гульден (рейнський гульден, гольдгульден)                                      | 72                        | 5⁄6                                 | Золото                    | 770,83                    | 2,53                      | 3,28                      |
| 1 срібний гульден (гульдинер, гульденгрош, гульденгрошен, гроссерпфенніг, гроссергрошен) | 72                        | 5⁄6                                 | Срібло                    | 881,91                    | 27,497                    | 31,176                    |
| 1⁄2 срібного гульдена                                                                    | 36                        | 1+2⁄3                               | Срібло                    | 881,91                    | 13,748                    | 15,588                    |
| 20 крейцерів                                                                             | 20                        | 3                                   | Срібло                    | 881,91                    | 7,614                     | 8,632                     |
| 12 крейцерів (дрейбетцнер, драйбецнер, цвельфер)                                         | 12                        | 5                                   | Срібло                    | 881,91                    | 4,583                     | 5,196                     |
| 10 крейцерів                                                                             | 10                        | 6                                   | Срібло                    | 881,91                    | 3,807                     | 4,316                     |
| 6 крейцерів                                                                              | 6                         | 10                                  | Срібло                    | 881,91                    | 2,291                     | 2,598                     |
| 3 крейцери (1 грош)                                                                      | 3                         | 20                                  | Білон                     | 454,86                    | 1,125                     | 2,474                     |
| 1 крейцер                                                                                | 1                         | 60                                  | Білон                     | 378,47                    | 0,373                     | 0,986                     |
| Монетний статут 1559 року                                                                |                           |                                     |                           |                           |                           |                           |
| 1 рейхсдукат (рейнський дукат)                                                           | 104                       | 15⁄26                               | Золото                    | 986,11                    | 3,44                      | 3,49                      |
| 1 рейхсгульден (рейнський гульден)                                                       | 75                        | 4⁄5                                 | Золото                    | 770,83                    | 2,5                       | 3,25                      |
| 1 рейхсгульдинер                                                                         | 60                        | 1                                   | Срібло                    | 930,55                    | 22,904                    | 24,613                    |
| 1⁄2 рейхсгульдинера                                                                      | 30                        | 2                                   | Срібло                    | 930,55                    | 11,452                    | 12,306                    |
| 10 крейцерів                                                                             | 10                        | 6                                   | Срібло                    | 930,55                    | 3,817                     | 4,102                     |
| 5 крейцерів (фюнфер, фюнфкрейцер)                                                        | 5                         | 12                                  | Срібло                    | 930,55                    | 1,909                     | 2,051                     |
| 2+1⁄2 крейцера                                                                           | 2,5                       | 24                                  | Срібло                    | 500                       | 0,942                     | 1,885                     |
| 2 крейцера (полубатцен)                                                                  | 2                         | 30                                  | Срібло                    | 500                       | 0,752                     | 1,504                     |
| 1 крейцер                                                                                | 1                         | 60                                  | Білон                     | 388,9                     | 0,373                     | 0,96                      |
| 1 віденьський (австрийський) пфеніг                                                      | 1⁄4                       | 240                                 | н/д                       | н/д                       | н/д                       | н/д                       |
| 1 рейхсгрош (апфельгрош)                                                                 | 60⁄21                     | 21                                  | Срібло                    | 500                       | 1,065                     | 2,13                      |
| 1 шилінг (вюрцбурзький, вюртемберзький, баденський)                                      | 60⁄28                     | 28                                  | Срібло                    | 500                       | 0,81                      | 1,62                      |
| 1 зекслинг (зундский шилінг)                                                             | 60⁄48                     | 48                                  | Білон                     | 375                       | 0,47                      | 1,25                      |
| 1 раппенфирер                                                                            | 60⁄75                     | 75                                  | Білон                     | 375                       | 0,3                       | 0,8                       |
| 1⁄4 рейхсгроша (грешляйн, грешель)                                                       | 60⁄84                     | 84                                  | Білон                     | 312,5                     | 0,266                     | 0,85                      |
| Доповнення 1566 року до монетного статут 1559 року                                       |                           |                                     |                           |                           |                           |                           |
| 1 рейхсталер (специерейхсталер)                                                          | 68                        | 15⁄17                               | Срібло                    | 888,89                    | 25,98                     | 29,2                      |
| 1⁄2 рейхсталера                                                                          | 34                        | 1+13⁄17                             | Срібло                    | 875                       | 12,99                     | 14,6                      |
| 1⁄4 рейхсталера (рейхсорт, ортсталер)                                                    | 17                        | 3+3⁄17                              | Срібло                    | 875                       | 6,5                       | 7,3                       |